# Прапор Васильківського району (Київська область)
Пра́пор Василькі́вського райо́ну — офіційний символ Васильківського району Київської області, затверджений 29 липня 2003 року рішенням № 97-8-XXIV сесії Васильківської районної ради.

## Опис
Прапор являє собою зелене полотнище зі співвідношенням сторін 2:3, у лівій верхній частині якого, на малиновому полі, зображені жовтий плуг і біла шабля, покладені в косий хрест. Довжина малинового прямокутника становить ¼ довжини, а ширина — ⅓ ширини полотнища.

## Символіка
Зелений колір уособлює щедру природу Васильківщини, оброблені поля, лани, луги, ліси. Малиновий колір уособлює козацьку волю населення району. Золотий плуг та срібна шабля — частини герба Васильківщини.